# Joe Viterelli
Joe Viterelli est un acteur américain connu pour ses rôles de gangster mafioso né le 10 mars 1937 à The Bronx, New York (États-Unis), mort d'une grave hémorragie à l'estomac le 28 janvier 2004 à Las Vegas (Nevada).

## Biographie
Avant d'être acteur Joe Viterelli fut homme d'affaires à New York. C'est Leo Penn, père de l'acteur Sean Penn, qui le convaincra de devenir acteur grâce à son look d'italien typique. Il était marié à Catherine Brennan et père de 5 enfants. Son fils, Joseph Vitarelli, est devenu un compositeur de musiques de films réputé.

## Filmographie
- 1990 : Les Anges de la nuit (State of Grace) : Borelli
- 1991 : Mobsters : Joe Profaci
- 1992 : What She Doesn't Know (TV) : Fat Tommy Carducci
- 1992 : Ruby : Joseph Valachi
- 1992 : In the Shadow of a Killer (TV) : Gino Marchese
- 1993 : La Firme (The Firm) : Joey Morolto
- 1994 : Coups de feu sur Broadway (Bullets Over Broadway) : Nick Valenti
- 1995 : Crossing Guard (The Crossing Guard) : Joe
- 1996 : Black Rose of Harlem : Costanza
- 1996 : Vengeance froide (Heaven's Prisoners) : Didi Giancano
- 1996 : L'Effaceur (Eraser) : Tony Two-Toes
- 1996 : American Strays : Gene
- 1997 : Out to Sea : Mickey
- 1998 : Looking for Lola : Salvatore Greco
- 1998 : Le Prince de Sicile (Jane Austen's Mafia!) : Dominick Clamato
- 1999 : A Walk in the Park : Mr. Costello
- 1999 : Mafia Blues (Analyze This) : Jelly
- 1999 : Mickey les yeux bleus (Mickey Blue Eyes) : Vinnie D'Agostino
- 1999 : Tueur en cavale (Hitman's Run) : Jimmy / Howard Sussman
- 1999 : Deux privés à Vegas ("The Strip") (série TV) : Cameron Greene
- 2000 : The Cure for Boredom : Fat Tony Ragoni
- 2000 : Façade (sv) : Max
- 2000 : Wannabes : Santo
- 2001 : Donzi: The Legend : Jack Kramer
- 2001 : Spot (See Spot Run) : Gino
- 2001 : Face to Face : Charlie
- 2001 : L'Amour extra-large (Shallow Hal), des frères Farrelly : Steve Shanahan
- 2002 : Serving Sara : Fat Charlie
- 2002 : Mafia Blues 2 (Analyze That) : Jelly